# Liste der Naturdenkmale in Greimerath (bei Trier)
Die Liste der Naturdenkmale in Greimerath nennt die im Gemeindegebiet von Greimerath ausgewiesenen Naturdenkmale (Stand 3. Juni 2024).

## Naturdenkmale
| Nr.         | Bezeichnung                       | Lage                         | Beschreibung  | Bild            |
| ----------- | --------------------------------- | ---------------------------- | ------------- | --------------- |
| ND-7235-462 | Winterlinde an der alten Schmiede | Hauptstraße, bei Nr. 88 Lage | Tilia cordata | Fotos hochladen |